# ダウト
ダウトは、複数人で遊ぶトランプゲームの一つ。各々がカードの数字を読み上げながら裏返しに出していき、それがウソである（読み上げられた数字が出したカードの数字と違う）と思った参加者が「ダウト！」と叫んでウソを暴くのが特徴のゲームである。
西洋のカードゲームBullshitが日本に伝わったもので、日本語のゲーム名「ダウト」は、英語でのゲームの別名 "I Doubt It" のDoubt（ダウト）の単語に由来する。大阪、兵庫などの関西圏ではダウトが訛った座布団の名称で呼ばれる。その名前から由来して座布団の上にカードを出す遊び方をする。意味は、「疑う、信じられない」という意味

## 遊び方

### 準備
1. 使用するカードは、ジョーカーを除く1組52枚のトランプである。
2. 全てのプレイヤーに均等にカードを配り、プレイ順を決める。

### 一般的なルールと勝敗決定
1. 決められたプレイ順に従い、プレイヤーはカードを1枚ずつ裏向きに出していく。
2. 最初のプレイヤーからA, 2, 3, … J, Q, Kの順で、自分の番に対応するカードをその数字をコールしながら場に出していく。スートはどれでもよい。繰り返してまたA, 2, 3, … J, Q, Kと順番に出していく。パスは不可。
3. プレイヤーは自分の順番に対応する数字以外のカードを出すこともできる。これは手札がない場合に限らず、戦略的に出すことも認められる。
4. 他のプレイヤーは、もし出されたカードがその人の順番に対応してないカードであると思ったら「ダウト」とコールすることができる。2人以上が同時に「ダウト」をかけたら、先に「ダウト」とコールしたプレイヤーが「ダウト」をかけたものとする。
5. 出されたカードに対して「ダウト」をかけられたら、そのカードを表向きにする。結果の責任は以下のように取らされる。
  1. もし、そのカードが順番に対応していなければ（虚偽が見抜かれた場合）、カードを出したプレイヤーが今まで出されたカードを全て手札に加えなければならない。
  2. 逆に、そのカードが順番に対応しているものであったら、「ダウト」をかけたプレイヤーが今まで出されたカードを全て手札に加えなければならない。
6. 「ダウト」が成功したか否か関係なく、「ダウト」されたプレイヤーの次のプレイヤーはそのまま次の数字に対応するカードから出し始める。例えば「2」で「ダウト」をかけられたら、「ダウト」の結果が成功でも失敗でも次のプレイヤーは「3」のカードを出すことになる。
7. 以上のようにしてゲームを進めていき、誰か1人の手札がなくなった時点でゲームを終了し、手札をなくしたプレイヤーの優勝となる。他のプレーヤーは現在の手札の数が少ない順に2位、3位…と順位をつけるルールもある。

各プレイヤーの手札が少なくなるにつれて、順番に対応するカードを出せる確率が低くなっていくので、他のプレイヤーに「ダウト」をかけられやすくなる。しかし、プレイヤー全員の手札が少なくなった状態で自ら「ダウト」をかけることは既に出された札が多いわけであり、出された札をすべて引っ込めなければならなくなった時の敗戦の危険性が高くなる。途中「ダウト」が迫っても出す順番は一定であることを利用して、順番に対応するカードがどれになるのかを各プレイヤーが瞬時に予測し、いつダウトのカードを出すか、いつ「ダウト」とコールするのか、などの戦略がこのゲームの勝敗において重要な鍵を握る。

## 追加ルールなど
以下のようなルールも存在する。
- 人数が多い場合はカードデッキを複数使う。
- 一度に出せるカードの数は複数（2～4枚）でもよい。ただし、対応していないカードが1枚でも交ぜて出し、ダウトのコールをかけられると、出されたカードをすべて手札に加えなければならない。
- ダウトの時に数字が一致していなかった場合は、次の番の人がその数字から再開する。（例：AのときにAでないカードを出してダウトをかけられると、次の番の人がAのカードと思われるカードを出す）
- カードを引き取る代わりに自分の手札をすべて捨て、その人を負けとする。
- ダウトに成功した場合、成功した人が次の番になる。
- 1回もダウトを成功させずに上がることを禁止する。ダウトを成功させずに手札がなくなった場合、出したカードの真偽等に関わらず今まで出されたカードを全て引き取らなければならない。
- ジョーカーを、どの数字としても使えるカードとしてゲームで使用する。ジョーカーを最後の手札として出すことも可能。

等のバリエーションルールもある。
ゼロ和ゲームなので理論上はいつまでも続けることができ、「終わらないゲーム」の代名詞として使われることがある。特に、3人以下でするとなかなか終わらないため、ダウトをして実際に正しくない場合、相手が自分の手札から2枚引き、正しい場合は自分が相手の手札から2枚引くという方法を使う場合がある。

## 戦略
4枚手札に揃っている数字は絶対にダウトが成功するので、確実にカードを押し付けることができる。
また「ダウト」宣言で数字を持ち越すルールでは使えないが、A～Kを全て手札に揃えると13ターンの間に相手が上がらない限り勝つことができる。

## チート
欧米ではこれに似たゲーム「チート」がある。こちらは基本的なルールはダウトと一緒だが、出したカードが対応していないと思っても自分の前の人にしかコールすることができない。
なおこのゲームのコールは「チート」である。

## 日本での歴史
日本では1907年（明治40年）に書かれた書物である世界遊戯法大全にDoubt It!の和訳として「そうですか」の名前で紹介されている。この遊びでは「ダウト」ではなく「そうですか」の掛け声を掛ける。
1981年版の開隆堂出版発行の中学英語教科書New Prince1年で取り上げられた。
1995年のサントリーの発泡酒「サントリーホップス生」のCMで、菅原文太と松方弘樹が列車の中でこのゲームをしていた。